# Ray Danton
Ray Danton, nom artístic de Raymond Kaplan (Nova York, 19 de setembre de 1931 - Los Angeles, Califòrnia, 11 de febrer de 1992), també conegut com a Raymond Danton, va ser un actor estatunidenc de televisió, director, i productor de cinema, el paper més famós del qual va ser The Rise and Fall of Legs Diamond (1960). Va estar casat amb l'actriu Julie Adams des de 1954 fins al 1981.

## Biografia
Va entrar al món de l'espectacle com a actor de ràdio infantil al programa de ràdio Let's Pretend de la NBC el 1943. Danton va fer molts papers al teatre mentre era a la Universitat de Pittsburgh i a la Carnegie Technical School i el 1950 va marxar a Londres per aparèixer en la producció  Mister Roberts de Tyrone Power.
La carrera de Danton es va aturar quan va servir a la infanteria de l'exèrcit dels Estats Units en la Guerra de Corea des de 1951 a 1954.
Danton es va estrenar al cinema a Chief Crazy Horse el 1955 i va ser contractat per la Universal Pictures. A la seva segona pel·lícula I'll Cry Tomorrow la seva interpretació ja el va encasellar com a canalla tranquil però perillós. La seva tercera pel·lícula per a l'Universal The Looters va ser on va conèixer la seva futura dona Julie Adams. Va ser molt prolífic a la televisió i al cinema i va rebre el Globus d'Or per a la nova estrella masculina de l'any el 1956.
Començant amb Onionhead Danton va treballar tant per la Warner Bros. com per la Warner Bros. Television. Això el va dur al seu paper més famós The Rise and Fall of Jack Diamond on feia el paper del gàngster del títol de la pel·lícula amb el director Budd Boetticher. Danton feia el seu paper utilitzant el llenguatge del cos que encaixava amb el seu personatge com un guant. Danton va reprendre el paper a Portrait of a Mobster de Vic Morrow. Danton també va fer de gàngster a The George Raft Story, una biografia de l'actor/ballarí George Raft, dels anys 30. El 1959, va protagonitzar l'episodi "The Meeting" del docudrama de la guerra freda, Behind Closed Doors.
Danton va interpretar l'agent americà Ralph Drake que és enviat a Àustria per trobar-se amb agents de sis països del teló d'acer després que es reveli que la Unió Soviètica havia anomenat un nou cap de la polícia secreta. Danton sortia regularment a The Alaskans i feia uns quants pilots de televisió interpretant espies, com  Big Time (1957) o Solitare (1961), i Our Man Flint-Dead on Target (1976). També westerns, com Apache Blood.
A mitjans dels 60, Danton alternava entre les sèrie a la televisió americana i pel·lícules europees com Code Name Jaguar i Secret Agent Super Dragon, incloent-hi un episodi de Hawaii Five-0 de 1970 "The Last Eden" (el bel·licós cantant hawaià Jimmy Nuanu). Va fundar una companyia de producció a Europa que fa fer films com The Last Mercenary i va començar a dirigir amb Deathmaster (1972).
Danton va morir per complicacions d'una malaltia de ronyó a Los Angeles (Califòrnia).
Va tenir dos fills, Steve i Mitchell.